# Leptosiaphos aloysiisabaudiae
Espèce
Synonymes
- Lygosoma aloysiisabaudiae Peracca, 1907
- Lygosoma weberi Schmidt, 1943

Statut de conservation UICN

 LC  : Préoccupation mineure
Leptosiaphos aloysiisabaudiae est une espèce de sauriens de la famille des Scincidae.

## Répartition
Cette espèce se rencontre au Nigeria, au Cameroun, en Ouganda, au Soudan du Sud, en République centrafricaine, en République du Congo et en République démocratique du Congo.

## Étymologie
Cette espèce est nommée en l'honneur de Louis-Amédée de Savoie. aloysiisabaudiae est une latinisation fantaisiste signifiant Luigi of Sabaudia.

## Publication originale
- Peracca, 1907 : Spedizione al Ruwenzori di S.A.R. Luigi Amadeo di Savoia Duca degli Abruzzi. Nuovi Rettili ed Amfibi; diagnosi preventive. Bollettino dei musei di zoologia ed anatomia comparata della R. Università di Torino, vol. 22, no 553, p. 1-3 (texte intégral).